# Nicole Doshi
Nicole Doshi (Wuhan, 12 maggio 1995) è un'attrice pornografica cinese.

## Biografia
Nata e cresciuta in Cina, nel 2014 si trasferisce negli Stati Uniti, in Nebraska, a Lincoln per studiare economia al college. Dopo solo un mese lascia il college e si trasferisce a New York dove ha iniziato a lavorare come massagiatrice ed escort. Nel 2020 ha aperto un account su Onlyfans dove è stata scoperta da un rappresentante della Vixen, debuttando, così, nell'industria cinematografica per adulti il 26 settembre 2021. 
Successivamente ha lavorato per case e studi di produzione quali Brazzers, Reality Kings, Evil Angel, Jules Jordan. Ha scelto come nome d'arte Nicole Doshi perché unisce la sua passione per il sushi e per i cani (dog).
Dopo diverse candidature, nel 2023 riceve il premio agli XBIZ Awards come Best New Performer.

## Riconoscimenti
- AVN Awards
  - 2023 – Best Group Sex Scene per Blacked Raw V56 con Violet Myers, Vicki Chase, Vic Marie, Vanna Bardot, Savannah Bond, Anton Harden, Richard Mann, Isiah Maxwell, Jonathan Jordan, Brickzilla, Garland, Jamie Knoxx, Jay Hefner, John Legendary, Tyrone Love, Stretch & Zaddy[6]

- XBIZ Awards
  - 2023 – Best New Performer[7]
  - 2023 – Best Sex Scene - Vignette per High Gear con Violet Myers, Savannah Bond, Vicki Chase, Vanna Bardot, Richard Mann, Vic Marie, Brickzilla, Anton Harden, Jay, Jonathan Jordan, Jamie Knoxx, John Legendary, Tyrone Love, Isiah Maxwell, Strecth e Zaddy[8]

- XRCO Award
  - 2023 – Best New Starlet[9]
  - 2024 - Vicki Chase Orgasmic Oralist[10]

- NightMoves Award
  - 2023 – Best New Starlet[11]